# Michel Dimitri Calvocoressi

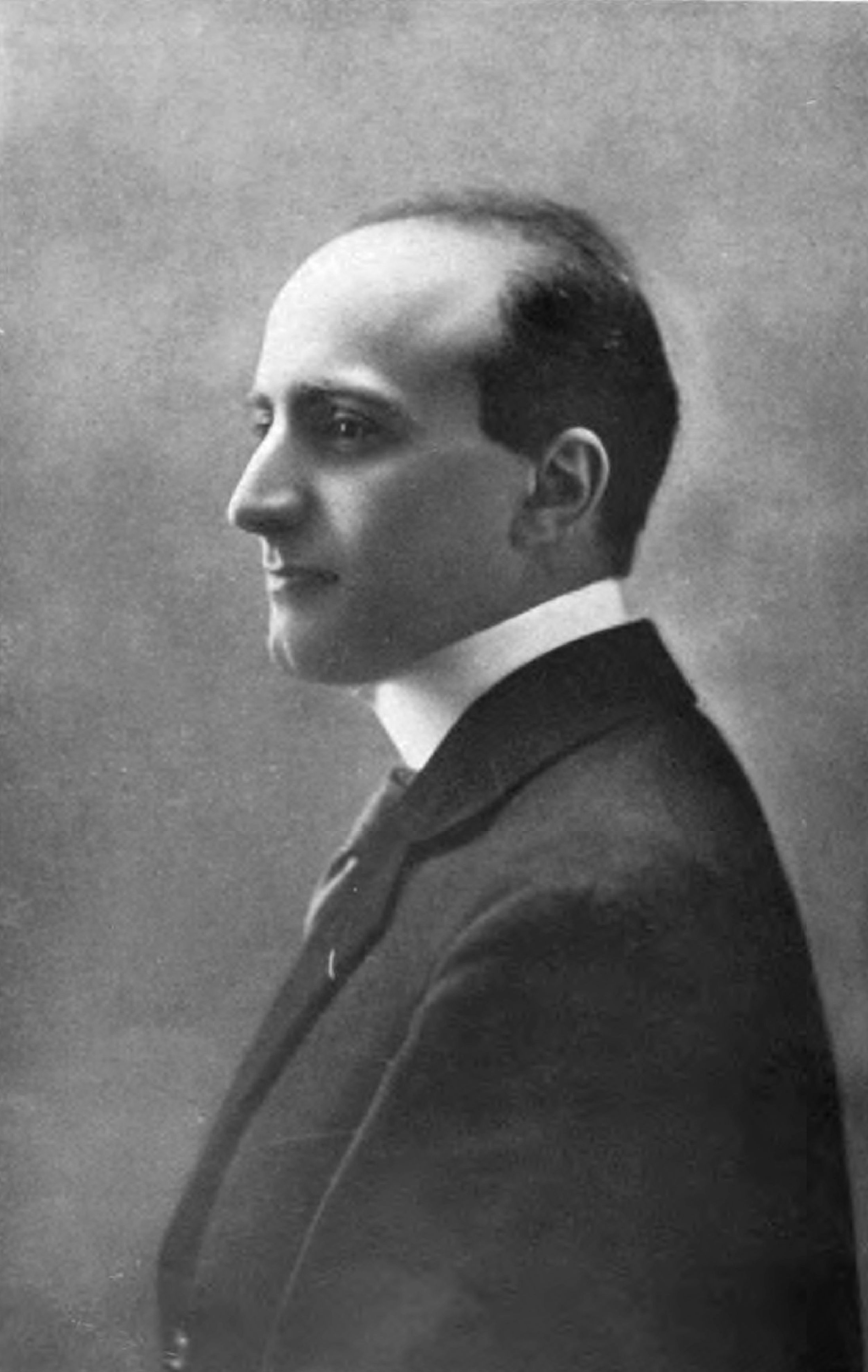
Michel-Dimitri Calvocoressi, 1913

Michel Dimitri Calvocoressi, född 2 oktober 1877 och död 1 februari 1944, var en grekisk musikkritiker och tonsättare.
Calvocoressi föreläste 1905-14 vid'École des hautes études i Paris och vistades efter första världskrigets slut i London. Han utgav en rad biografier; bland annat över Liszt 1905, över Modest Musorgskij 1908, över Glinka 1911, och över Schumann 1912. Han har även skrivit La musique russe (1907), The principles and methods of musical criticism (1923) och Musical taste an how to form it (1925).